# Bâtiment de la Smithsonian Institution
Le bâtiment de la Smithsonian Institution (en anglais : Smithsonian Institution Building), surnommé « le Château » (en anglais : The Castle), abrite les bureaux administratifs de la Smithsonian Institution et un centre d'information.
Situé près du National Mall à Washington, derrière le musée national d'art africain et de l'Arthur M. Sackler Gallery, le bâtiment est construit en grès rouge dans un style proche de l'architecture normande.
Il s'agit d'un National Historic Landmark depuis 1965 et il est inscrit au Registre national des lieux historiques depuis 1966.

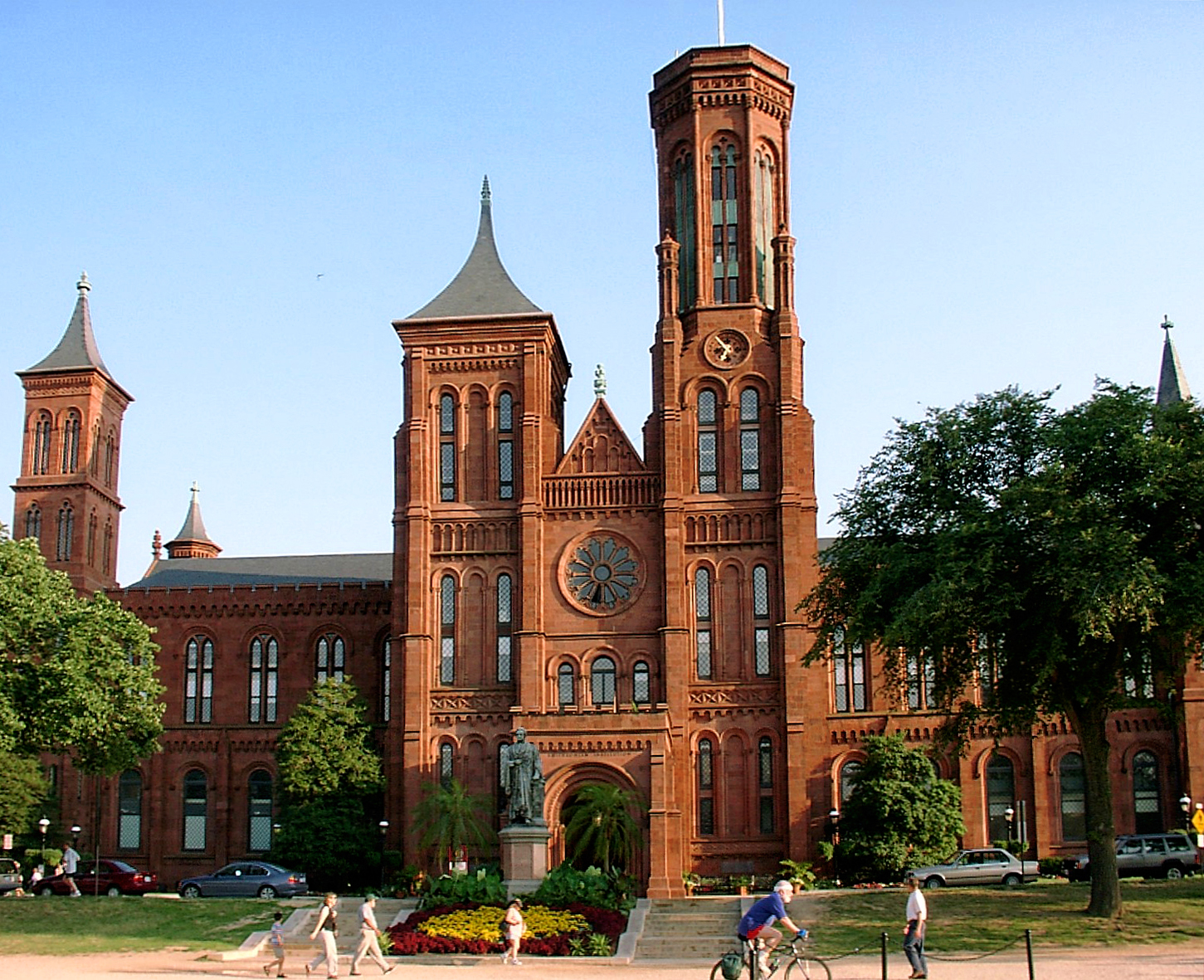
Le bâtiment de la Smithsonian Institution.